# 拉克羅斯 (印第安納州)
拉克羅斯（英語：La Crosse）是一個位於美國印地安納州拉波特縣的城鎮。

## 人口
根據2010年美國人口普查的數據，拉克羅斯的面積為1.33平方千米，當中陸地面積為1.33平方千米，而水域面積為0.00平方千米。當地共有人口551人，而人口密度為每平方千米414人。